# Lovin' you/踊るように人生を。
『Lovin' you/踊るように人生を。』（ラヴィン ユー/おどるようにじんせいを。）は、King & Princeの通算9枚目となるシングル。2022年4月13日にユニバーサルミュージックから発売された。

## 概要
「Lovin' you」は、メンバーの平野紫耀が出演するコーセーコスメポート『ジュレームiP』のCMソング。様々な経験を積んだ運命の人への永遠の愛を誓うラブソングとなっており、初回限定盤Aのワインレッドのジャケット写真で大人かっこよさを、スリーブケースで「Lovin' you」の“あなた”を見つめる目線が表現されている。2022年3月22日にYouTubeのKing & Princeチャンネルで公開されたMVは、自身初となる全編LIPなし・ダンスなしのMVになっており、岸優太が浅草で賽銭を入れて手を合わせたり、髙橋海人がカフェで食事をしたり、平野紫耀がドライブをしたりするなど、メンバーが考えた理想のデート風映像が見られる。スマートフォンでも楽しめるようにと、DVDに収録されるMVとは別編集で全編縦動画で製作されており、動画再生回数は4月5日時点で490万回、5月3日時点で1000万回に達した。また、5月2日からはMV本編には収録されていない「理想のデート中の会話」の音声が、公式Twitterでメンバーそれぞれ順次公開された。歌詞では、1番では一方的な恋愛感情を見せていた〈主人公〉が、2番では〈君〉の過去や傷まで含めて受け入れる、1曲の中で成長するストーリー性のあるものとなっており、SNSでは特に2番のサビの歌詞に大きな反響が集まった。
「踊るように人生を。」は、メンバーの神宮寺勇太が主演をつとめる日本テレビ系シンドラ『受付のジョー』の主題歌。新しいスタートを切った人々に対する応援歌で、初回限定盤Bのジャケット写真でカラフルな衣装で働く人の多様性を、スリーブケースでメンバーがバスで出勤する様子が表現されている。4月1日に同じくYouTubeのKing & Princeチャンネルで公開されたMVは、初回限定盤Bと連動した世界観で製作されており、ジャケット写真と同じカラースーツを着たメンバーが、バスやオフィスに見立てたセットでシアター風ダンスを踊り、起床から就寝までの1日を表現。その中で「もっと楽にいきましょう」といった歌詞で働く人々の心を軽くするメッセージを送る内容となっている。
その他、ファンからのリクエストにより、通常盤のみ『King & Prince First Concert Tour 2018』で披露された「BANGIN!!」が新たにレコーディングし直されて収録されている。

## リリース
初回盤A、Bと通常盤の全3形態で発売。初回限定盤のみDVD付属。

### 特典
先着外付け特典
- 初回限定盤A - ステッカーシート（A6サイズ）
- 初回限定盤B - クリアポスター（A4サイズ）
- 通常盤（初回プレス） - ヘアゴム（メンバーカラー5色セット）

封入特典
- 初回限定盤A - 期間限定動画「Lovin' you」Video Call Movie 視聴シリアルナンバー
- 初回限定盤B - 期間限定動画「Lovin' you/踊るように人生を。」ジャケットメイキング視聴シリアルナンバー
- 通常盤 (初回プレス) - 期間限定動画「Lovin' you (Short ver.)」Special Dance Clip視聴シリアルナンバー

## チャート成績
オリコン調べ
初週46万5857枚を売り上げ、2022年4月25日付（集計期間：2022年4月11日 - 同年4月17日）の「オリコン週間シングルランキング」で初登場1位を獲得した。
デビューシングル『シンデレラガール』から9作連続の同ランキング1位獲得となった。
KinKi Kidsの『好きになってく 愛してく/KinKiのやる気まんまんソング』が2000年3月20日付で記録して以来22年1か月ぶり・史上2組目となる「デビュー（1st）シングルから9作連続初週30万枚超え」を記録した。
週間46万9136ポイントを獲得し、2022年4月25日付の「オリコン週間合算シングルランキング」で初登場1位を獲得した。
通算7作目となる週間30万ポイント超えを記録した。
Billboard JAPAN調べ
初週47万1845枚を売り上げ、2022年4月20日公開（集計期間：2022年4月11日 - 同年4月17日）の「Billboard Japan Top Singles Sales」で初登場1位を獲得した。
デビューシングル『シンデレラガール』から9作連続の同チャート1位獲得となった。
初週売上は前作『恋降る月夜に君想ふ』の44万9115枚を上回った。
2022年4月20日公開の「Billboard Japan Hot 100」で表題曲「Lovin' you」が初登場1位を獲得した。

## 収録曲

### CD

#### 通常盤
1. Lovin' you [4:15]
作詞：YUUKI SANO・柳川陽香、作曲：柳川陽香・YUUKI SANO、編曲：EFFY・川端正美
  - 平野紫耀出演「ジュレームiP」（コーセーコスメポート）CMソング[29]
2. 踊るように人生を。 [4:20]
作詞：MUTEKI DEAD SNAKE、作曲：MUTEKI DEAD SNAKE・児山啓介、編曲：児山啓介、オーケストラアレンジ：村田陽一
  - 神宮寺勇太主演日本テレビ系連続ドラマ『受付のジョー』主題歌[29]
3. BANGIN!! [3:48]
作詞：Atsushi Shimada・MiNE、作曲：Christofer Erixon、編曲：Christofer Erixon・Atsushi Shimada
2018年開催のコンサートツアー『King & Prince First Concert Tour 2018』で披露された楽曲を初収録[9]。
4. 54321 [3:48]
作詞：EMI K.Lynn、作曲：P3AK・Andy Love、編曲：P3AK
全編英語詞のファンクなダンスナンバー[22]。

#### 初回限定盤A
1. Lovin' you
2. 踊るように人生を。
3. My Sweeties [3:49]
作詞：YU-G、作曲：SHIBU・YU-G、編曲：SHIBU

#### 初回限定盤B
※『踊るように人生を。/Lovin' you』として発売
1. 踊るように人生を。
2. Lovin' you
3. Endroll [5:27]
作詞：youth case、作曲：youth case・石塚知生、編曲：石塚知生

### DVD

#### 初回限定盤A
1. 「Lovin' you」Music Video
YouTubeで公開されたMVとは別編集[11]。
2. 「Lovin' you」Music Video ソロアングル映像
MV本編に入り切らなかった1日デートの様子をソロアングル映像で収録[11]。
3. 「Lovin' you」Behind the scene
MVのメイキングの他、オンライン会議やレコーディング風景が盛り込まれる[11]。

#### 初回限定盤B
1. 「踊るように人生を。」Music Video
2. 「踊るように人生を。」Music Video -Dance ver.-
3. 「踊るように人生を。」Behind the scene
収録現場でのオフショットやインタビュー、レコーディング、ダンスリハーサルを収録[20]。